# المنهورشت (نوردفورپومرن)
المنهورشت (به آلمانی: Elmenhorst) یک شهر در آلمان است که در فرپومرن-روگن واقع شده‌است. المنهورشت ۷۴۳ نفر جمعیت دارد.